# Єнідже-Гьоненський землетрус (1953)

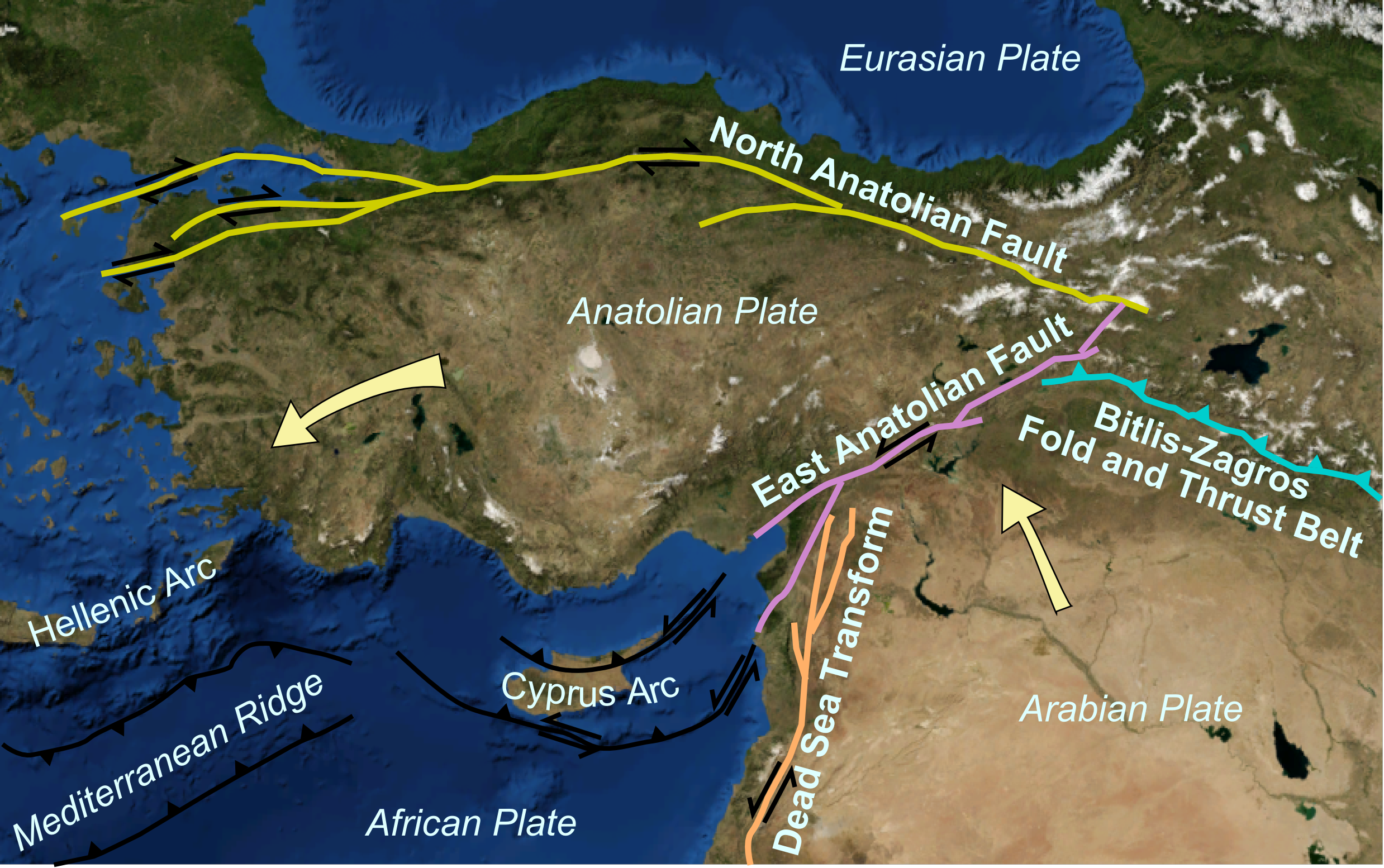
Тектонічна карта Анатолійської плити із зазначенням основних зон розломів. Розлом Yenice-Gönen є найпівденнішим розломом на західному кінці Північноанатолійського розлому

Єнідже-Гьоненський землетрус стався 1953 року о 21:06 за місцевим часом (19:06 UTC 18 березня в провінції Чанаккале та Баликесір у Мармуровому регіоні на заході Туреччини). Він мав величину поверхневої хвилі 7,5 і максимальну відчутну інтенсивність IX (сильна) за шкалою інтенсивності Меркаллі. Він завдав значних збитків, убивши 1070 людей і завдавши збитків, вартість ремонту яких оцінюється в 3 570 000 доларів США.

## Тектонічна обстановка
У тектоніці північної та східної Туреччини домінують дві зони зсуву, які враховують переміщення Анатолійської плити із заходу на південний захід відносно Євразійської плити та Аравійської плити, оскільки вона фактично видавлюється конвергенцією між ними. Землетрус стався вздовж розлому Yenice-Gönen, який є південним продовженням зони Північно-Анатолійського розлому.

## Збитки та жертви
Землетрус мав магнітуду поверхневої хвилі 7,5 і забрав життя щонайменше 1070 осіб; 998 із цих смертей були в Єнідже, ще 50 у Гьонені, 20 у Чані та 3 у Маньясі. Вартість ремонту оцінили в 3 570 000 доларів США. У районі Кан-Єніс-Гонен постраждали кілька тисяч будівель. Пошкодження інтенсивності VI сталися в Сакар'ї (Адапазарі), Бурсі, Едірне, Стамбулі та Ізмірі. Землетрус відчувався на всіх Егейських островах і на більшій частині материкової Греції, а руйнування зазнали аж до Криту. Також поштовхи зафіксували в Болгарії.

## Характеристики
Приблизно 70 км., поверхневих розломів, при цьому аж 4,3 м., скидового (горизонтального) розлому спостерігали геологи на схід від Єніце.

## Наслідки
Збитки, завдані цим землетрусом, призвели до прийняття нового національного закону про реконструкцію в Туреччині. У Греції пошкодження були настільки серйозними, що були введені нові будівельні норми.

## Майбутня сейсмічна небезпека
Прокопування траншей та інші польові роботи вздовж траси розлому Єніце-Гьонен дозволили виявити три землетруси до події 1953 року, близько 1440 року нашої ери, між 620 і 1270 роками нашої ери та іншу подію невизначеного віку. Ці минулі події дають середній інтервал повторюваності сильних землетрусів 660±160 років. Це свідчить про відсутність значної поточної загрози від розривів уздовж цієї зони розлому.

## Подальше читання
- Dewey, J.E. (1976), Seismicity of Northern Anatolia, Bulletin of the Seismological Society of America, 66 (3): 843—868[недоступне посилання з 01.02.2021]